# Брігітта Ципріс
Брігітта Ципріс (нім. Brigitte Zypries; нар. 16 листопада 1953, Кассель) — німецький юрист і політик, міністр юстиції Німеччини (2002—2009), міністр економіки і енергетики Німеччини (2017—2018).

## Біографія
У 1972 році вступила в Гіссенський університет, в 1978 році здала перший державний іспит з юриспруденції, в 1980 році — другий, після стажування в земельному суді Гіссена. Працювала в Гіссенському університеті, в 1984 році стала доповідачем у Гіссенської державної канцелярії при соціал-демократичному прем'єр-міністрі Гольгері Бернері. У 1988 році перейшла в якості наукового співробітника в Перший сенат федерального Конституційного суду. У 1991 році вступила в Соціал-демократичну партію Німеччини (СДПН) і була запрошена прем'єр-міністром Нижньої Саксонії Герхардом Шредером на посаду референта конституційного права в Державну канцелярію у Ганновері, де в 1995 році стала директором департаменту.
У 1997 році Шредер призначив Брігитту Ципріс статс-секретарем Міністерства жінок, праці та соціального забезпечення Нижньої Саксонії, а в жовтні 1998 року, ставши федеральним канцлером, перевів її до Берліна на посаду статс-секретаря федерального Міністерства внутрішніх справ.
22 жовтня 2002 року при формуванні другого уряду Шредера отримала портфель міністра юстиції Німеччини.
18 вересня 2005 року вперше обрана в Бундестаг від одномандатного виборчого округу Дармштадт.
22 листопада 2005 року зберегла посаду міністра юстиції при формуванні коаліційного уряду Меркель.
Двічі отримала німецьку премію Великого Брата — в 2004 році за правозастосовчу практику після рішення суду про відмову від «великої прослушки» (широкомасштабного використання правоохоронними органами засобів акустичного і оптичного контролю) та в 2007 році — за пропозицію в рамках директиви Євросоюзу щодо зберігання даних законопроєкту про створення в Німеччині сховища телекомунікаційних даних.
На парламентських виборах 27 вересня 2009 року здобула важку перемогу в своєму колишньому 186-му виборчому окрузі (Дармштадт), випередивши кандидата від ХДС Андреаса Шторми на 86 голосів (0,1 %).
17 жовтня 2009 року при формуванні другого уряду Меркель не була включена в його склад через розпад великої коаліції ХДС/ХСС і СДПН.
У 2013—2017 роках була парламентським статс-секретарем міністра економіки та енергетики Зігмара Габрієля з питань аерокосмічної промисловості.
27 січня 2017 року, після несподіваної відмови Габрієля від боротьби за пост канцлера і переходу його на посаду міністра закордонних справ Німеччини, отримала портфель міністра економіки та енергетики в третьому уряді Меркель. У червні 2016 року оголосила про намір завершити політичну кар'єру і відмову від переобрання в Бундестаг в 2017 році.
14 березня 2018 року сформовано четвертий уряд Меркель, в якому Ципріс не прийняла участі.